# 國立臺灣師範大學美術館

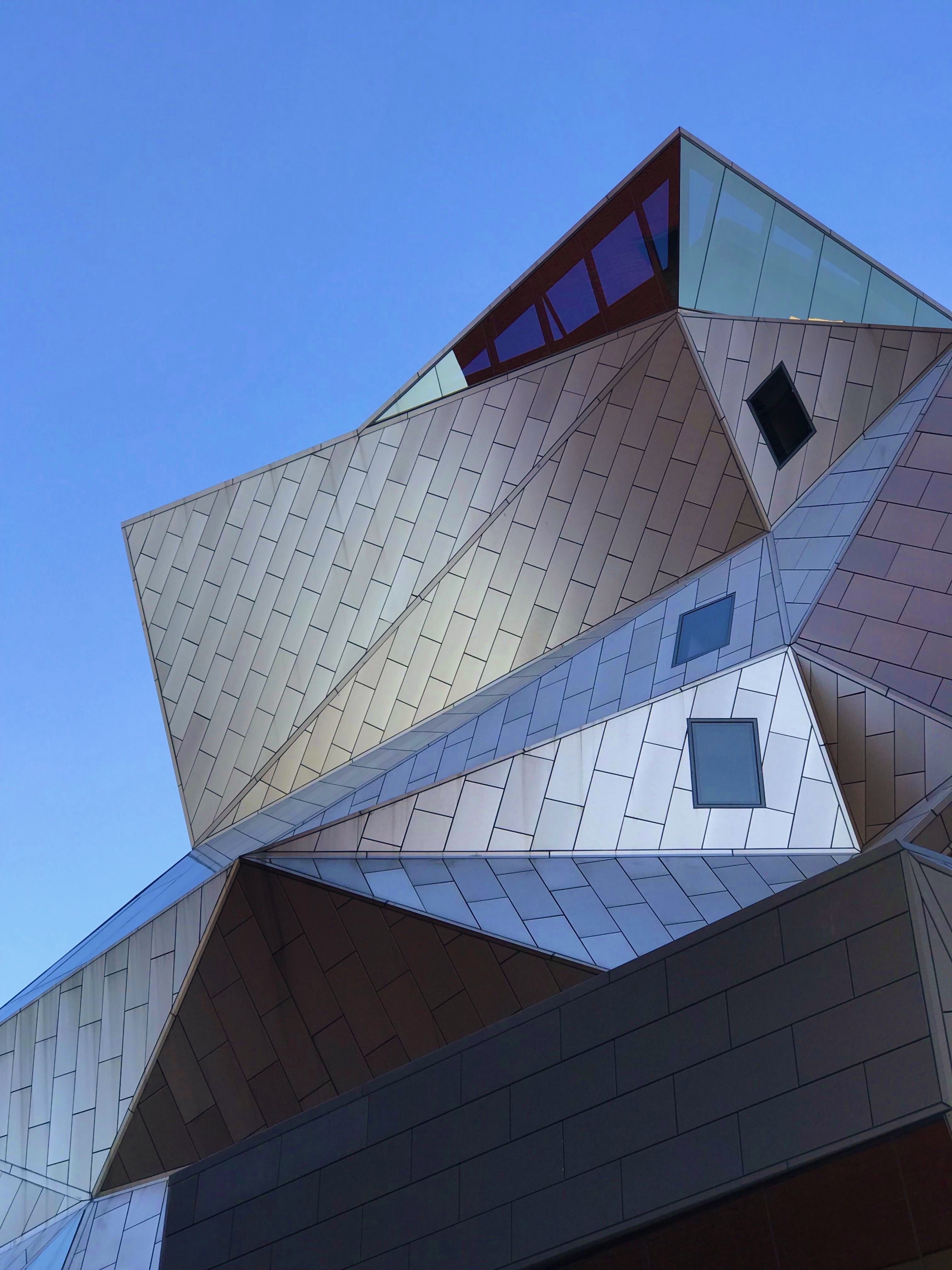
美術館建築獨特的不規則金屬外牆

國立臺灣師範大學美術館，簡稱師大美術館，為隸屬於國立臺灣師範大學的美術館。其建築設計以不對稱的多邊型造型與鈦合金鋼板外牆聞名，是台灣第一座鈦金屬外牆建築。由陳聖中建築師事務所設計、台灣中國鋼鐵集團子公司聯鋼營造興建，其建築物主體於2018年落成，2023年9月正式啟用。
全館地上7層、地下2層，總面積共7623平方公尺，具備展覽及教育推廣功能。該館於2011年開始啟動設計，2015年動土，2018年建築外型完工，該校「美術系典藏品維護與保存計畫」亦於2018年起由師大美術館營運中心執行。美術館室內設計由林長勲聯合建築師事務所得標，將朝教學及展示及多元使用場域設計，原先預計2022年配合臺師大百年校慶竣工啟用，後改為2023年下半年啟用。

## 爭議

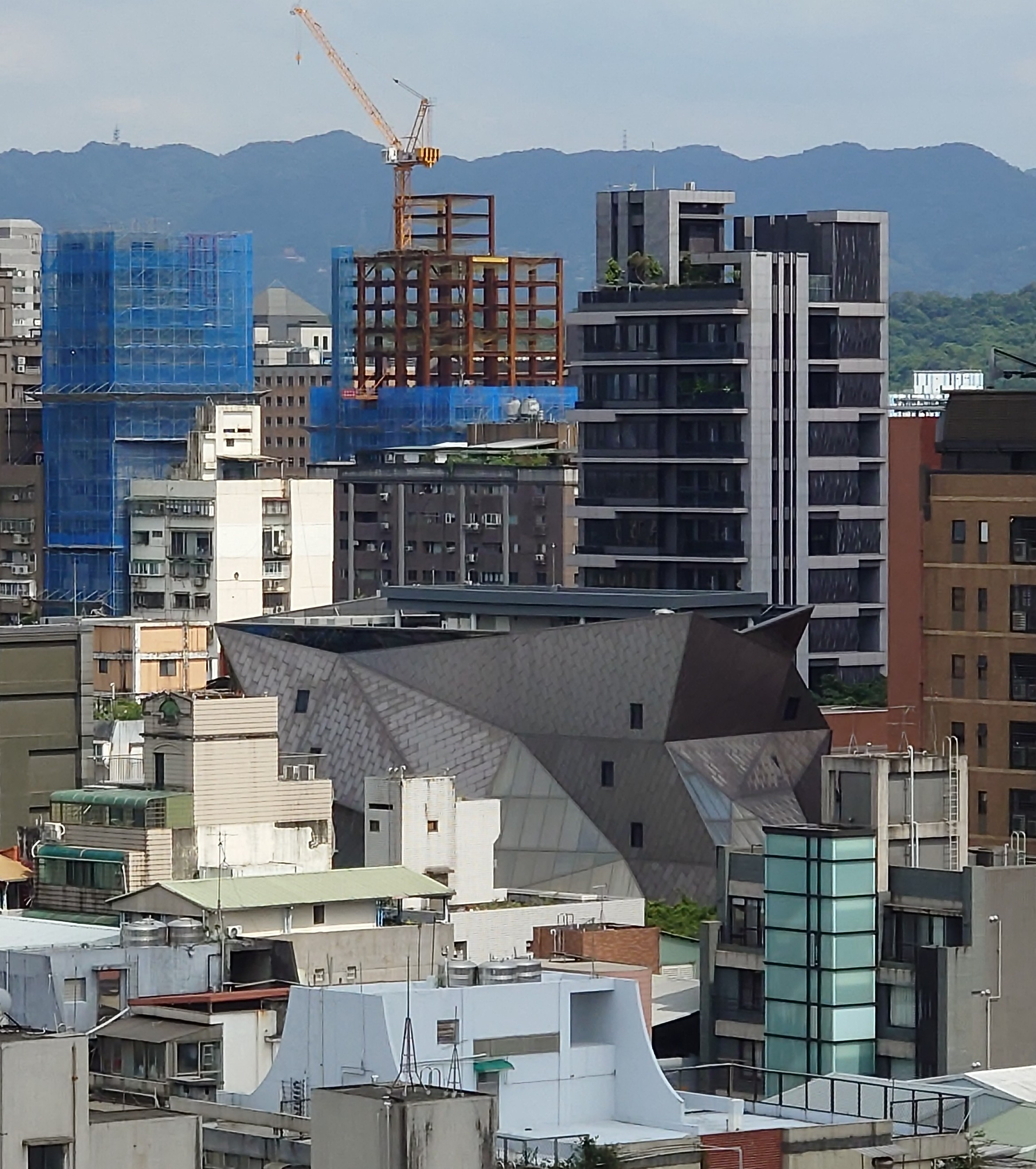
位於巷弄間的師大美術館與周遭街景

部分建築界人士及附近社區居民指出，師大美術館建築與周遭環境格格不入，師大校方則回應該建築物曾獲「2015年國家卓越建設獎」最佳規劃設計類卓越獎殊榮。此外，該建築落成2年後，內部空調仍未裝修完成，引起師生不滿。

## 外部連結
- 師大美術館籌備處 （页面存档备份，存于）
- 師大美術館 NTNU Art Museum的Facebook專頁

1. ↑  教育部高級中等以下學校及幼兒園教師資格考試專案辦公室
2. ↑  教育部高級中等以下學校及幼兒園教師證書核發作業工作小組／高級中等學校專業及技術教師資格審核、對照表修訂及師資培育專門課程基準規劃工作小組／國外大學以上學歷普通課程專門課程及教育專業課程審查小組